# Endósteo

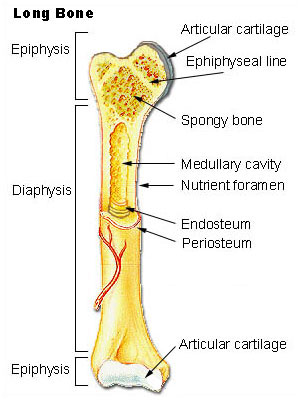
Osso longo.

Em anatomia o endósteo é uma camada fina de tecido conjuntivo frouxo que reveste a superfície do tecido ósseo que forma a cavidade medular dos ossos longos.  Esta superfície endosteal é normalmente reabsorvida durante longos períodos de desnutrição, resultando em uma espessura cortical menor. A superfície externa de um osso é revestida por uma fina camada de tecido conjuntivo que é muito semelhante em morfologia e função ao endósteo. Ela é chamada de periósteo, ou a superfície periosteal.
É um tecido conjuntivo especializado, delgado, composto por uma monocamada de células osteoprogenitoras e osteoblastos. Possui a função de nutrição e fornecimento de novos osteoblastos para o crescimento e regeneração do osso.